# Калтанський міський округ
Калта́нський міський округ (рос. Калтанский городской округ) — міський округ Кемеровської області Російської Федерації.
Адміністративний центр — місто Калтан.

## Історія
Калтан отримав статус міста обласного підпорядкування 1993 року. 2004 року Калтанська міська рада перетворена в Калтанський міський округ, до складу якого входило лише місто Калтан.
2010 року до складу округу включено селища Верх-Теш, Малиновка, Новий Пункт та село Сарбала Осинниківського міського округу.

## Населення
Населення — 29695 осіб (2019; 21892 в 2010, 25951 у 2002).

## Населені пункти
| № | Населений пункт     | Населення, осіб (2002) | Населення, осіб (2010) |
| - | ------------------- | ---------------------- | ---------------------- |
| 1 | Верх-Теш, селище    | 1                      | 7                      |
| 2 | Калтан, місто       | 25951                  | 21892                  |
| 3 | Малиновка, селище   | 10235                  | 8835                   |
| 4 | Новий Пункт, селище | 38                     | 18                     |
| 5 | Сарбала, село       | 1136                   | 1046                   |